# ガップリ!〜京からよろしく〜
『ガップリ!〜京からよろしく〜』（ガップリ きょうからよろしく）は、2011年11月30日から2012年3月28日まで毎日放送（MBSテレビ）で毎月最終水曜日の25:25 - 25:55 (JST) に放送されていた紀行バラエティ番組である。

## 概要
世代の違う2組の芸人がガップリと向き合いながら、「温故知新」をキーワードに京都を散策する。
芸人はよしもと祇園花月前で待ち合わせするが、事前にどこで何をするかは一切伝えられず、スタッフから手渡された「しおり」に従って行動し、古いもの・新しいものを見つけていく。
なお当番組の放送日は、通常放送されている『ニッポン!いじるZ』→『全力!銭ナール』を休止した。

## 放送リスト
|       | 放送日         | 芸人                                  | 散策ルート                                      | ゲスト                 |
| ----- | -------------- | ------------------------------------- | ----------------------------------------------- | ---------------------- |
| 第1回 | 2011年11月30日 | 西川きよし 藤井隆                     | 祇園小石→八坂神社→円山公園→柚子屋旅館           | 中野裕太               |
| 第2回 | 2011年12月21日 | 月亭八方 博多大吉                     | 京都国際マンガミュージアム→亀屋良長             | 香西かおり             |
| 第3回 | 2012年1月25日  | ハイヒールモモコ 椿鬼奴               | 和凛→糺の森→河合神社→菜根譚                     | 小谷里歩 （当時NMB48） |
| 第4回 | 2012年2月29日  | 坂田利夫 ロバート                     | SOU・SOU傾衣→とうふ処 豆雅傳→京都タワーホテル   | 近藤夏子               |
| 第5回 | 2012年3月28日  | ちゃらんぽらん冨好 オリエンタルラジオ | 東映太秦映画村→小倉百人一首殿堂 時雨殿→天下一品 | 神野美伽               |

## スタッフ
- ナビゲーター：てつじ（シャンプーハット）
- 構成：小林仁[5]
- CAM：前田昌彦（トラッシュ）、神近伸彰
- 音声：山崎勝彦・本城宣彰（トラッシュ）
- CA：浅井淳
- MA：直田輝彦（トラッシュ）
- 音効：片岡幸司
- 美術：内田公幸（MBS）
- タイトル：川原純、保利操（MBS企画）
- EED：牧原保・徳安悠治（トラッシュ）
- 編成：田中将徳（MBS）
- 宣伝：北野敦則（MBS）
- 協力：トラッシュ、SOUND-K、ブーム、MBS企画、MORE、ビーオネスト、八坂神社（第1回）
- AD：藤井智章、岩田充弘（ゾフィープロダクツ）
- ディレクター：小林雄志（MBS）
- プロデューサー：岸本孝博（MBS）、田井中皓介（よしもとクリエイティブ・エージェンシー）、上田泰三・紺田啓介（ゾフィープロダクツ）、西本武（ブーム）
- 製作：吉本興業、ゾフィープロダクツ、MBS

## 使用楽曲
- オープニング：忌野清志郎「温故知新」（UNIVERSAL J）